# Andrej Razenkov
Andrej Razenkov (Mosca, 3 febbraio 1967) è un regista russo.

## Filmografia parziale

### Regista
- Testy dlja nastojaščich mužčin (1998)
- Severnoe sijanie (2001)
- Jantarnye kryl'ja (2003)